# Bryum cristatum
Bryum cristatum är en bladmossart som beskrevs av Philibert 1897. Bryum cristatum ingår i släktet bryummossor, och familjen Bryaceae. Inga underarter finns listade i Catalogue of Life.